# Saint-Bandry
Saint-Bandry è un comune francese di 246 abitanti situato nel dipartimento dell'Aisne della regione dell'Alta Francia.

## Società

### Evoluzione demografica
Abitanti censiti